# Piptostigma giganteum
Piptostigma giganteum Hutch. & Dalziel – gatunek rośliny z rodziny flaszowcowatych (Annonaceae Juss.). Występuje naturalnie w południowej części Nigerii. 

## Morfologia
PokrójZimozielone drzewo.
LiścieMają eliptyczny kształt. Mierzą 30–35 cm długości oraz 20 cm szerokości. Nasada liścia jest zaokrąglona. Blaszka liściowa jest spiczastym wierzchołku.
KwiatySą zebrane w kwiatostany o długości 15–35 cm, rozwijają się w kątach pędów. Płatki mają lancetowaty kształt, są lekko omszone i osiągają do 5 cm długości.
OwoceZebrane w owoc zbiorowy. Są siedzące. Osiągają 2–5 cm długości.